# XL Recordings
XL Recordings — британский независимый лейбл, основанный Тимом Палмером (Tim Palmer), Ричардом Расселом (Richard Russell) и Ником Халкисом (Nick Halkes) при поддержке лейбла Beggars Banquet Records, чтобы выпускать рэйв и танцевальную музыку. Со временем лейбл вырос в один из самых успешных и влиятельных лейблов всего мира.

## Становление
Изначально лейбл был ответвлением Beggars, выпускал в основном танцевальную музыку и назывался Citybeat. На Citybeat в те времена записались Freeez, Dream Frequency и Ultramagnetic MCs. Однако после успеха с The Prodigy и SL2 компания была переименована в XL.
В начале 90-х релизы компании были переориентированы с техно (T99- «Anasthasia») на Брейкбит (SL2 — «On A Ragga Tip») и на Драм-н-бейс (Jonny L — «I’m Leavin»). В 1993 году Халкис покинул XL и создал лейбл Positiva Records, принадлежащий EMI. Впоследствии Халкис создал свой независимый лейбл Incentive Records. В 1994 году Палмер, выйдя на пенсию, оставил лейбл XL на Рассела.
Рассел расширял музыкальные границы своего лейбла, но оставался верным принципам работы только с талантливыми и оригинальными артистами.
В 2003 году лейбл выиграл Music Week A&R award.
Рассела называют одной из самых влиятельных фигур в британском музыкальном бизнесе. Также недавно он был назван одним из самых влиятельных людей Лондона.

## Записывались
С конца 90-х лейбл расширил горизонт жанров, записывал альтернативный рок, хип-хоп, фрик-фолк. Сейчас лейбл стал основным для таких исполнителей как:
- Adele
- Arca (музыкант)
- Atoms for Peace
- Badly Drawn Boy
- Basement Jaxx
- be your own PET
- Beck
- Cajun Dance Party
- The Cool Kids
- Damon Albarn
- Devendra Banhart
- Dizzee Rascal
- Friendly Fires
- Jack Peñate
- Jungle
- Gotan Project
- The Horrors
- Kaytranada
- Kicks Like a Mule
- Kid Harpoon
- Lemon Jelly
- M.I.A.
- Magistrates
- Peaches
- Elvis Perkins
- The Prodigy
- Radiohead
- The Raconteurs
- Ratatat
- RJD2
- Sigur Rós
- Tapes 'n Tapes
- The Teenagers
- Thom Yorke
- Titus Andronicus
- To My Boy
- Vampire Weekend
- Various
- The White Stripes
- The Smile

## Последнее время
XL Recordings также выпускает классику зарубежных артистов, таких как Gotan Project, The Avalanches и The Veiner Snitchelz.
В марте 2008 года XL стал записывать Friendly Fires, The Cool Kids и The Horrors.